# Parque nacional Lagos Myall
El Parque Nacional Lagos Myall (Myall Lakes National Park) es un parque nacional en Nueva Gales del Sur (Australia), ubicado a 188 km al noreste de Sídney, alrededor de los Lagos Myall.

## Algunos puntos de interés
- Campamento en la isla Broughton rodeado de colonias de aves.
- Campamento Mungo Brush cerca de playas y lagos.
- Sendero pedestre Treachery Headland con vista al faro de Sugarloaf Point, playas para nadar y surfear y lugares para pescar.
- Sitio aborigen de Dark Point de importancia cultural para el pueblo Worimi.
- Corta fuegos de Mining Road y Old Gibber Road para largos paseos en bicicleta.

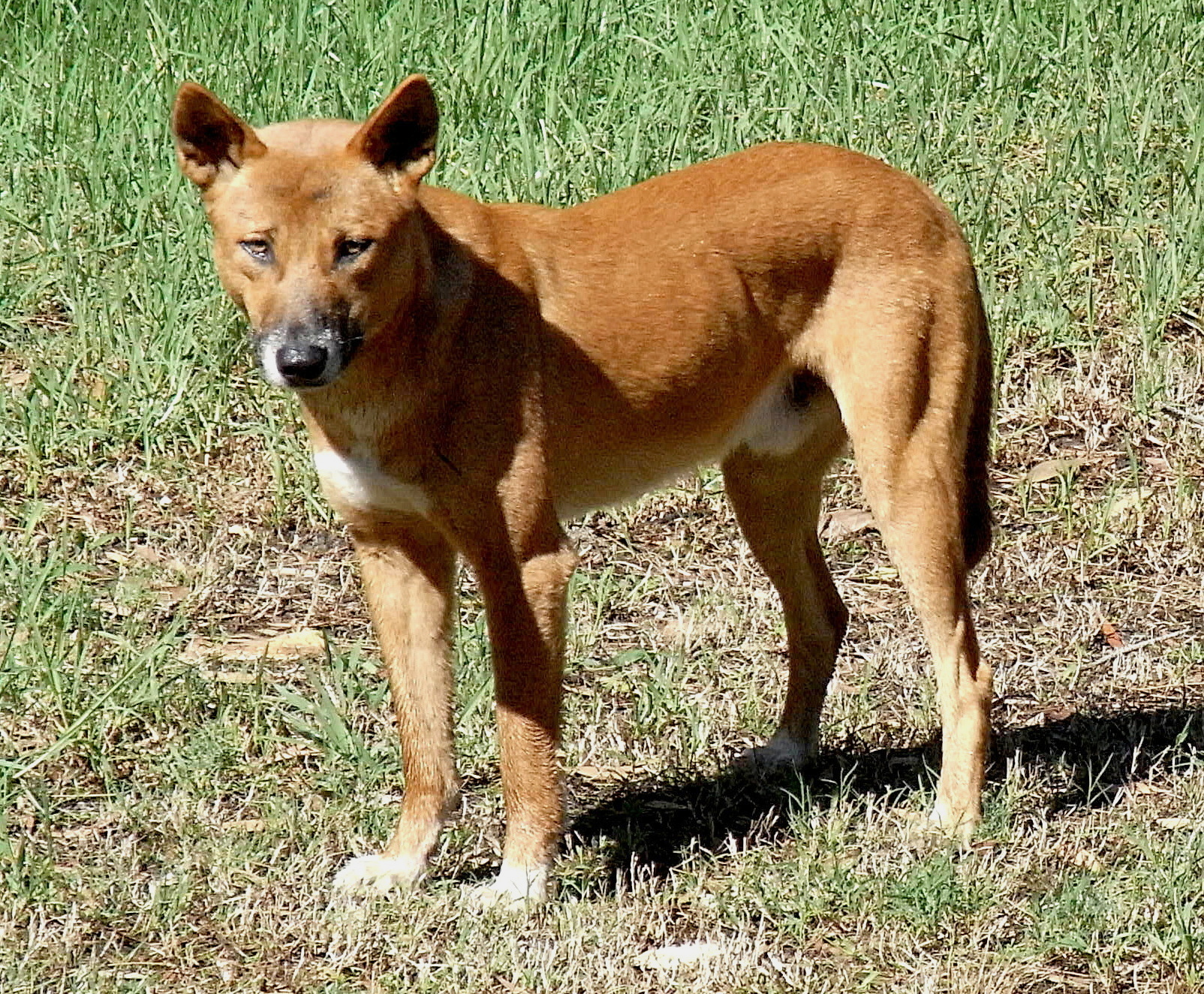
Dingo en el Parque nacional Lagos Myall
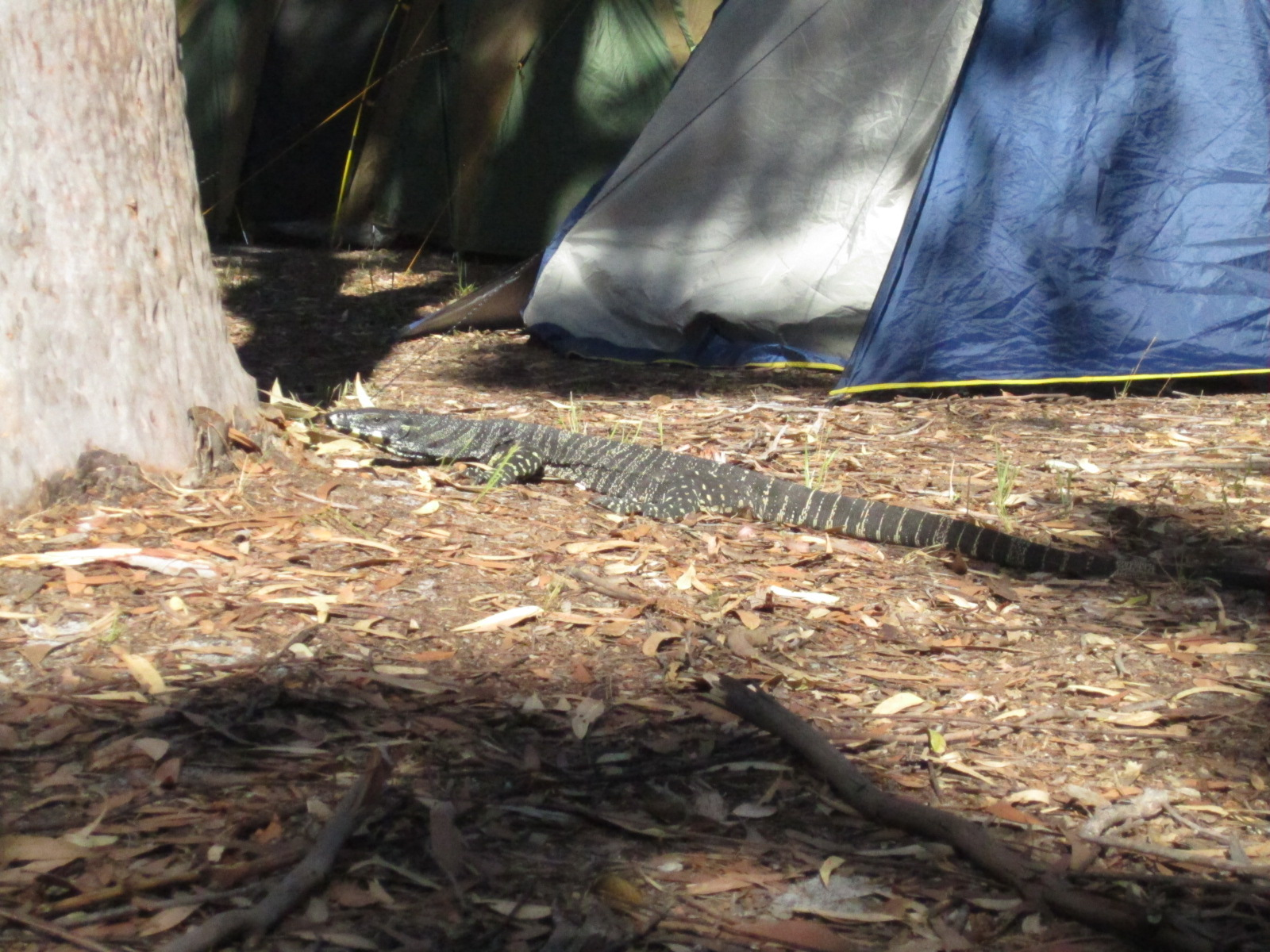
Goanna en uno de los campamentos del parque